# Neomillspaughia hondurensis
Neomillspaughia hondurensis är en slideväxtart som beskrevs av J.J.Ortíz & Arnelas. Neomillspaughia hondurensis ingår i släktet Neomillspaughia och familjen slideväxter. Inga underarter finns listade i Catalogue of Life.